# Argentina nos Jogos Olímpicos de Verão de 1956
A participação de Argentina nos Jogos Olímpicos de Melbourne 1956 foi a sétima actuação olímpica oficial organizada pelo Comité Olímpico Argentino. A delegação apresentou só 28 desportistas, a quantidade mais reduzida da história do país, dos quais só uma foi mulher. A abandeirada foi Isabel Avellán, uma atleta lançadora de disco, a única mulher na delegação.
A equipa olímpica obteve duas medalhas, uma de prata e outra de bronze, e 10 diplomas olímpicos (postos premiados). No medalheiro geral ocupou a posição nº 29 sobre 67 países participantes.
A medalha de prata foi vencida em halterofilia (levantamento dos pesos) e a de bronze em boxe que, como foi habitual até México 1968, se destacou contribuindo uma importante proporção das medalhas, e neste caso também a metade dos diplomas olímpicos (5).
A presença olímpica da Argentina nos Jogos de Melbourne viu-se fortemente afectada por razões políticas, como a ditadura militar instalada em 1955 considerava que a maioria dos desportistas argentinos tinham simpatia pelas ideias do peronismo, razão pela qual dispôs a suspensão de muitos deles por 99 anos, ficando eliminados da delegação oficial.  Foram os primeiros Jogos Olímpicos nos que a Argentina não ganhou nenhuma medalha de ouro, e as duas obtidas se encontravam muito por abaixo da média dentre quatro e sete medalhas vencidas em todos os jogos anteriores. A partir destes jogos, a Argentina começaria uma forte queda do seu rendimento olímpico, que recém em 2004 recuperaria os níveis que teve no período 1924–1952.

## A candidatura de Buenos Aires
Nove cidades (seis estadounidenses) apresentaram-se como candidatas para organizar XVI Jogos Olímpicos de Verão de 1956: Buenos Aires, Chicago, Detroit, Filadélfia, Los Angeles, Melbourne, México, Minneapolis e San Francisco. A votação realizou-se em 1949 e na primeira rodada ficou eliminada San Francisco. Na segunda rodada foram descartadas Chicago, Minneapolis e Filadélfia. Na terça México e na quarta Detroit e Los Angeles. Ficaram então só duas cidades do hemisfério sul, onde nunca se tinha realizado os Jogos, Buenos Aires da Argentina e Melborne da Austrália.
A questão geográfica era importante como o verão no hemisfério sul desenvolve-se entre dezembro e março, a diferença do hemisfério norte, em onde se desenvolve entre junho e setembro. Esta diferença gerava dificuldades nos calendários dos torneios e treinamento dos atletas do hemisfério norte.
Na votação final, a cidade australiana impôs-se por um voto (21–20) sobre a capital argentina.

## Medalha de prata em levantamento de pesos

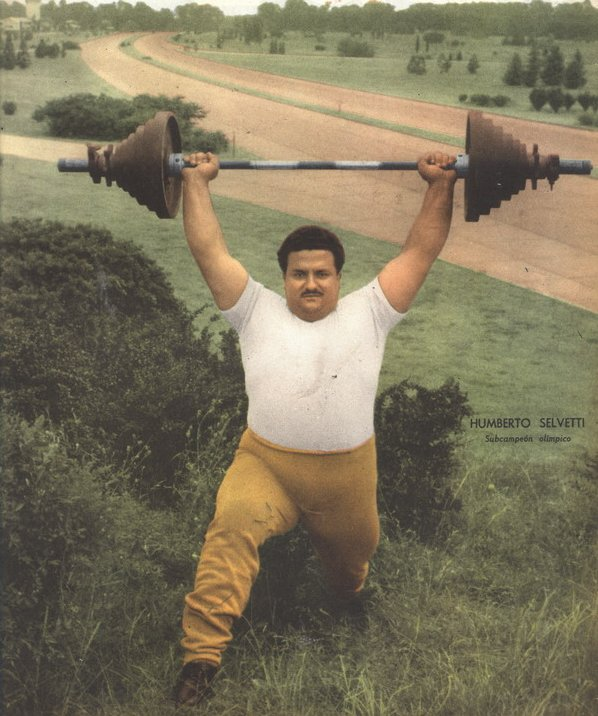
Humberto Selvetti, medalha de prata em Melbourne 1956. Tampa da revista El Gráfico de 1957

Humberto Selvetti (24 anos) ganhou a medalha de prata em levantamento de pesos, na categoria peso pesados. Antes da prova era opinião generalizada que o estadounidense Paul Edward Anderson, um dos grandes halterófilos de todos os tempos, adjudicar-lha-ia com facilidade. No ano anterior tinha sido o primeiro homem em somar 500 quilos, deixando completamente atrás a todos os seus oponentes. Humberto Selvetti, a sua vez tinha obtido a medalha de bronze em Helsinki de 1952 com apenas 20 anos.
Nesse momento a concorrência olímpica de levantamento de pesos incluía três movimentos: arranque (snatch), dois tempos (clean & jerk) e força ou clean e press. Depois somavam-se os quilos levantados a cada movimento e considerava-se ganhador a quem tinha somado maior quantidade de quilos ao todo.
A prova começou com o movimento de arranque e Selvetti surpreendeu a todos levantando 175 quilos e superando a Anderson por 7,5 quilos. No movimento de dois tempos Selvetti voltou a surpreender ao levantar 145 quilos, a mesma quantidade que tinha levantado Anderson, obrigando a este a superar ao argentino por 7,5 quilos no movimento final, a concorrência de força (clean e press). Anderson tentou levantar 187,5 quilos, fracassando em duas primeiras tentativas, enquanto Selvetti levantou no segundo 180 quilos. Na sua tentativa final, Anderson conseguiu levantar 187,5 quilos, atingindo a Selvetti numa soma total de 500 quilos; o argentino a sua vez não pôde levantar 185 quilos na sua última tentativa e a prova finalizou com um empate. As regras da halterofilia estabelecem que em caso de empate, o desempate deve se realizar outorgando a vantagem ao competidor de menor peso; como Anderson pesava 138 quilos, cinco quilos menos que Selvetti, a medalha de ouro correspondeu-lhe ao estadounidense, enquanto a de prata foi atribuída ao argentino. Ambos lhe sacaram 47,5 quilos ao terceiro. O confronto Anderson-Selvetti em Melbourne está considerado um dos momentos históricos clássicos desse desporto. No site Lift Up pode ver-se o vídeo com os três levantamentos de Selvetti em Melbourne.
| Levantamento de pesas: peso pesado                                   | Levantamento de pesas: peso pesado | Levantamento de pesas: peso pesado | Levantamento de pesas: peso pesado | Levantamento de pesas: peso pesado |
|                                                                      | Desportista                        | País                               | Quilos                             |                                    |
| -------------------------------------------------------------------- | ---------------------------------- | ---------------------------------- | ---------------------------------- | ---------------------------------- |
| 1                                                                    | Paul Edward Anderson               | Estados Unidos                     | 500,0                              |                                    |
| 2                                                                    | Humberto Selvetti                  | Argentina                          | 500,0                              |                                    |
| 3                                                                    | Alberto Pigaiani                   | Itália                             | 452,5                              |                                    |
| 4                                                                    | Firouz Pejhan                      | Irão                               | 450,0                              |                                    |
| 5                                                                    | Eino Matias Mäkinen                | Finlândia                          | 432,5                              |                                    |
| 6                                                                    | William Baillie                    | Canadá                             | 432,5                              |                                    |
| Fonte: Melbourne 1956, Olympic results, Wyniki igrzyzk olimpijskich. |                                    |                                    |                                    |                                    |

## Medalha de bronze em boxe
A equipa argentina de boxe, como foi habitual até México 1968, contribuiu uma das duas medalhas obtidas pela delegação, a de bronze, e cinco dos dez diplomas olímpicos. Nas tabelas gerais do desporto, a Argentina saiu 13.ª no medalheiro e 10.ª na tabela de pontuação (8,75 pts.).
- Víctor Zalazar (23 anos) ganhou a medalha de bronze em boxe, na categoria peso médio (até 75 quilos). Venceu em primeira rodada por pontos ao sueco Stig Karl Olof Sjölin e do mesmo modo venceu em quartos de final ao alemão Dieter Wemhöner. Em semifinais, Zalazar deveu enfrentar ao soviético Giennadij Szatkow, quem à posteori seria o ganhador da medalha de ouro. Szatkow venceu finalmente a Zalazar por nocaute no segundo assalto, devido ao qual este último compartilhou a medalha de bronze com o francês Gilbert Chapron, o outro semifinalista derrotado.[7]

## Diplomas olímpicos (postos premiados) e outros resultados
Os atletas argentinos em Melbourne 1956 obtiveram dez diplomas olímpicos (postos premiados) e entre eles, dois quartos postos.
- A equipa de boxe obteve cinco diplomas:  Carmelo A. Tomaselli (5° em peso galo), Tristán U. Falfán (5° em peso pluma), Antonio Marcilla (5° em peso wélter junior), Francisco Gelaberti (5° em peso wélter), Rodolfo Díaz (5° em peso mediopesado).[7]

- Equitação obteve dois diplomas. A equipa integrada por Carlos D'Elía, Pedro Mayorga e Naldo Dasso, conseguiu o 4° lugar em salto por equipas, enquanto a equipa integrada por Juan Martín Merbilháa, Eduardo Cano e Carlos da Serna, finalizou 6° na prova completa por equipas.

- A tripulação integrada por Jorge Salas Chávez, Arnoldo Pekelharing e Boris Belada, em yachting, obteve diploma olímpico ao sair 4.º na classe Dragon.

- Oscar Cervo, em tiro, obteve diploma olímpico ao sair 5.º em pistola rápida a 25 metros.

- Isabel Avellán, a única mulher da delegação, contribuiu um diploma olímpico em lançamento de disco ao acabar sexta.

Outros bons resultados dos atletas argentinos foram:
- Adolfo Anselmo Díaz, 7° na categoria peso galo (luta greco-romana);
- Adolfo Anselmo Díaz, 8° na categoria peso galo (luta livre);
- Juan Martín Merbilháa, 8° na prova completa individual (equitação);
- Carlos D'Elía, 8° em salto individual (equitação).